# ژوزف ژاکوتو
ژوزف ژاکوتو (به انگلیسی: Joseph Jacotot؛ متولد ۴ مارس ۱۷۷۰- درگذشته ۳۰ ژوئیه ۱۸۴۰) یک معلم و فیلسوف آموزشی فرانسوی بود. او خالق روش رهایی سازی اندیشه به عنوان یک روش جهانی آموزش است. این روش را روش ژاکوتو می‌نامند.

## زندگی
ژاکوتو در چهارم مارس ۱۷۷۰ در شهر دیژون فرانسه متولد شد. او در دانشگاه دیژون تحصیل کرد، جایی که در نوزده سالگی در آن به مقام استادی لاتین رسید. بعد از آن او به مطالعه حقوق پرداخت و یک وکیل شد. در همین زمان بخش زیادی از توجهش را معطوف ریاضیات کرد.
د
ر سال ۱۷۸۸ او یک انجمن ازجوانان دیژون را برای دفاع از اصول انقلاب پایه‌گذاری کرد. در سال ۱۷۹۲ با درجه کاپیتان، وی تصمیم گرفت که در جنگ ائتلاف اول شرکت کند و در آن جا مأموریت خود را با شجاعت و به صورتی متفاوت انجام داد. در سال ۱۷۹۴ پس از دبیری کمیته سازماندهی جنبش ارتش‌ها، معاون مدیر دانشکده پلی تکنیک شد.
پس از تأسیس مدارس مرکزی در دیژون، او به ریاست بخش روش علوم منصوب شد. در آنجا بود که او اولین آزمایشاتش را در زمینه روش تدریس رهایی‌بخش خود انجام داد. وقتی که مدارس مرکزی با موسسات آموزشی دیگر جایگزین شدند ژاکوتو به ریاست بخش ریاضیات و حقوق رومی تا سقوط امپراتوری رسید.
در سال ۱۸۱۵ او به عنوان نماینده در اتاق نمایندگان انتخاب شد. اما پس از ترمیم دوم لازم دید که سرزمین بومی خویش را ترک کند. با اقامت در بروکسل او در سال ۱۸۱۸ استاد زبان و ادبیات فرانسه در دانشگاه کاتولیک لوون شد و در آنجا بود که او اصول آموزشی را که با موفقیت در فرانسه تمرین کرده بود سازماندهی کرد. بعد از انقلاب ۱۸۳۰ ژاکوتو به فرانسه برگشت و در ۳۰ ژوئیه ۱۸۴۰ در پاریس درگذشت.

## روش آموزش جهانی
ژاکوتو بر اساس تجربیات به‌طور غیرعادی متنوع خود «روش آموزش جهانی» را نوشت که در آن نگاهی با مساوات به بشریت داشت:
- همه افراد بشر به‌طور مساوری قادر به یادگیری هستند
- هرکسی که به موضوعی توجه کند می‌تواند در آن حرفه ای شود.
او همچنین باور داشت که همه دانش‌ها به هم مرتبط هستند طوری که اگر کسی یک چیز را به خوبی بداند می‌تواند آن را در دیگر زمینه‌های دانش به کار ببرد.

## آثار و تالیفات
- آموزش جهانی، زبان مادری (۱۸۲۳)
- موسیقی، طرح و نقاشی (۱۸۲۴)
- ریاضیات (۱۸۲۷)
- زبانهای خارجی (۱۸۲۸)
- حقوق و فلسفه پانکاستیک (۱۸۳۷)